# Words Words Words
Words Words Words is een livealbum van de Amerikaanse komiek Bo Burnham dat hoort bij zijn gelijknamige tour Words Words Words. Op 18 oktober 2010 werd het uitgegeven als muziekdownload via Amazon.com en iTunes en op 19 oktober 2010 werd het ook uitgegeven op dvd en op cd. Het album heeft twee singles die in de studio zijn opgenomen, namelijk voor de nummers "Words, Words, Words” en “Oh Bo". Beide singles zijn alleen uitgegeven als muziekdownload en hebben een videoclip.

## Nummers
1. "Words, Words, Words" - 4:00
2. "Oh Bo" - 5:04
3. "What's Funny" - 4:38
4. "Ex-Girlfriend/Racial Humor" - 1:46
5. "Men & Women" - 3:07
6. "One Man Shows" - 4:48
7. "Ironic" - 3:08
8. "Binary Reality" - 2:41
9. "Words Words Words" - 3:51
10. "A Prayer/How Do We Fix Africa?" - 1:19
11. "Haikus/Sonnet/Shakespeare" - 7:29
12. "Rant" - 3:36
13. "Theoretical Dick Jokes/Statistics" - 3:22
14. "Art is Dead" - 2:32
15. "Traditional Stand-Up" - 2:25
16. "Oh Bo" - 4:59